# Hans Wußing

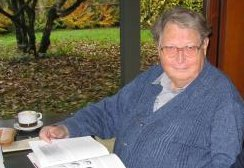
Hans Wußing (2004)

Hans-Ludwig Wußing (* 15. Oktober 1927 in Waldheim; † 26. April 2011 in Leipzig) war ein deutscher Mathematik- und Wissenschaftshistoriker.

## Leben
Wußing legte sein Abitur in Waldheim ab und studierte von 1947 bis 1952 Mathematik und Physik an der Universität Leipzig unter anderem bei Ernst Hölder. Dort legte er 1952 das Staatsexamen ab und wurde 1957 bei Walter Schnee promoviert (Titel der Dissertation: Über Einbettung endlicher Gruppen). Von 1956 bis 1966 war er Assistent am Karl-Sudhoff-Institut für Geschichte der Medizin und Naturwissenschaften an der Universität Leipzig. Er habilitierte sich dort 1966 mit einer bahnbrechenden Arbeit über Die Genesis des abstrakten Gruppenbegriffs. Von 1966 bis 1968 war Wußing Dozent, seit 1968 Professor für Geschichte der Mathematik und Naturwissenschaften. Nachdem er erst Leiter einer Abteilung des Karl-Sudhoff-Instituts war, leitete er das Institut von 1977 bis 1982. Im Jahr 1984 wurde er ordentliches Mitglied der Sächsischen Akademie der Wissenschaften in Leipzig und 1992 emeritiert.
Wußing ist Autor zahlreicher wissenschaftshistorischer Publikationen, Verfasser von vielen Mathematikerbiografien und Mitherausgeber mehrerer Schriftenreihen, u. a. von Biographien im Teubner Verlag, des Biographisch-literarisches Handlexikon der exakten Naturwissenschaften (von Poggendorff) und mehrerer Bände in der Reihe Ostwalds Klassiker der exakten Wissenschaften (Eulers Arbeiten zur Funktionentheorie, Tagebuch Gauß, Kleins Erlanger Programm).
1993 erhielt er den Kenneth-O.-May-Preis. Wußing war seit 1981 Mitglied der Académie internationale d’histoire des sciences. Er war bis 1998 Vorsitzender der Kommission für Wissenschaftsgeschichte an der Sächsischen Akademie der Wissenschaften und an der Herausgabe von  Johann Christian Poggendorffs Biographisch-literarischem Handwörterbuch zur Geschichte der exacten Wissenschaften beteiligt.

## Schriften
- EAGLE-GUIDE Von Descartes bis Euler. Mathematik und Wissenschaftliche Revolution, Leipzig, Edition am Gutenbergplatz Leipzig 2013 (EAGLE 064)
- mit Menso Folkerts: EAGLE-GUIDE Von Pythagoras bis Ptolemaios. Mathematik in der Antike, Leipzig, Edition am Gutenbergplatz Leipzig 2012 (EAGLE 055)
- Carl Friedrich Gauß. Biographie und Dokumente, Leipzig, Edition am Gutenbergplatz Leipzig 2011 (EAGLE 051)(Mit dem 60-seitigen Anhang C. F. Gauß und B. G. Teubner in Leipzig zum 200. Jahrestag der Firmengründung B. G. Teubner am 21. Februar 1811 in Leipzig.)
- EAGLE-GUIDE Von Leonardo da Vinci bis Galileo Galilei. Mathematik und Renaissance, Leipzig, Edition am Gutenbergplatz Leipzig 2010 (EAGLE 041)
- EAGLE-GUIDE Von Gauß bis Poincaré. Mathematik und Industrielle Revolution, Leipzig, Edition am Gutenbergplatz Leipzig 2009 (EAGLE 037)
- 6000 Jahre Mathematik – eine kulturgeschichtliche Zeitreise, 2 Bände, Berlin / Heidelberg, Springer 2008, 2009 (Reihe Vom Zählstein zum Computer, unter Mitwirkung von Hans-Wilhelm Alten und Heiko Wesemüller-Kock; Band 2 geht von Euler bis in die Gegenwart)
- mit H.-W. Alten, A. Djafari Naini, M. Folkerts, H. Schlosser, Karl-Heinz Schlote:  4000 Jahre Algebra, Springer Verlag 2003
- Die große Erneuerung – zur Geschichte der wissenschaftlichen Revolution, Basel / Boston / Berlin, Birkhäuser 2002
- Herausgeber: Fachlexikon ABC Forscher und Erfinder, Frankfurt, Harri Deutsch 1992
- Herausgeber mit Wolfgang Arnold und Mitautor: Biographien bedeutender Mathematiker – eine Sammlung von Biographien, 1975, 4. Auflage, Berlin, Volk und Wissen 1989
- Herausgeber: Geschichte der Naturwissenschaften, Köln, Aulis Verlag 1987
- The Genesis of the abstract group concept, MIT Press 1984 (englische Übersetzung der Habilitation „Die Genesis des abstrakten Gruppenbegriffs – ein Beitrag zur Entstehungsgeschichte der abstrakten Gruppentheorie“, 1966)
- Vorlesungen über Geschichte der Mathematik, Berlin, Deutscher Verlag der Wissenschaften 1979
- Mathematik in der Antike – Mathematik in der Periode der Sklavenhaltergesellschaft, Leipzig, Teubner 1962, und Aachen, Mayer 1962
- Nikolaus Kopernikus, Leipzig, Urania 1973
- Carl Friedrich Gauß, Leipzig, Teubner 1974, 2. Auflage 1976
- Isaac Newton, Leipzig, Teubner 1977, 4. Auflage 1990
- Adam Ries, Leipzig, Teubner 1989, 1992; 3., bearbeitete und erweiterte Auflage, Leipzig, Edition am Gutenbergplatz Leipzig 2009 (EAGLE 033)
- mit Wolfgang Kaunzner, Herausgeber: Coß von Adam Ries, Stuttgart / Leipzig, Teubner 1992, Faksimileband und Kommentarband im Schuber (TEUBNER-ARCHIV zur Mathematik, Supplement 3)